# 菅沼光弘
菅沼 光弘（すがぬま みつひろ、1936年〈昭和11年〉1月18日 - 2022年〈令和4年〉12月30日）は、日本の評論家、元公安調査官。公安調査庁で調査第二部部長を務めた。

## 略歴
1958年（昭和33年）、国家公務員上級職甲種採用試験（法律職）合格。1959年（昭和34年）、東京大学法学部卒業後、公安調査庁入庁。近畿公安調査局調査第二部第一課長を経て、1977年（昭和52年）4月1日、和歌山地方公安調査局長。1979年（昭和54年）4月1日、中国公安調査局調査第二部長。1980年（昭和55年）4月1日、中国公安調査局調査第一部長。1981年（昭和56年）4月1日、千葉地方公安調査局長。1982年（昭和57年）4月1日、公安調査庁本庁総務部資料課長。1986年（昭和61年）4月1日、公安調査庁研修所長。1990年（平成2年）1月22日、公安調査庁本庁調査第二部長（同部は国際情勢分析担当）。1995年（平成7年）4月1日、退官。2006年（平成18年）4月29日、瑞宝中綬章受章。
世界各国の情報機関とのパイプを持つと自称する。退官後はアジア社会経済開発協力会（自身が設立した団体）を主宰。アルベルト・フジモリとの共著で『日本はテロと戦えるか』という本を出版したことがある。
肺炎のため2022年 (令和4年) 12月30日に死去していたことが、2023年1月になって夕刊フジなどにより報じられた。86歳没。

## 主張

### 外国特派員協会における講演
2006年（平成18年）10月19日に行われた外国特派員協会における講演で、「日本を知るには裏社会を知る必要がある」と述べ、日本の裏社会の象徴であるヤクザ（暴力団）について語った。以下は、その会見の主な内容である。

#### 暴力団問題と部落問題
日本の暴力団構成員は、警察調べで8-9万人で、実際にはもっと多いと思われると述べ、山口組のナンバー2である髙山清司から聞いた話として、ヤクザの出自の内訳は6割が同和（被差別部落）、3割が在日韓国・朝鮮人（韓国系のほか、朝鮮系が1/3）、残りの1割が同和ではない日本人やあるいは中国人などであるという見解を示した。全構成員の内、半分以上が六代目山口組であり、稲川会、住吉会を合わせると7割以上を占め、山口組が日本全国を支配する勢いである。

#### 暴力団の経済活動
1992年（平成4年）に警察はヤクザを犯罪組織と認識し、制定された「暴力団対策法」により、賭博やドラッグなどの伝統的な収入源は完全に絶たれた。その法律から逃れるためにヤクザがはじめたのが街宣右翼であり、その主な活動として街頭宣伝がある（例: 皇民党事件）。そのほか、ヤクザは一般企業にも手を伸ばしてきた。典型的なのは産業廃棄物処理事業。最近では、融資という形でITベンチャーなどの企業活動にどんどん進出して（収入を得て）いる」とし、ヤクザと警察の関係についても「警察と親しかったヤクザは、同法施行後に警察との接触をやめた。ヤクザの経済活動は巧妙になり、日本の警察はヤクザについてほとんど分からなくなっている」とした。
また、日本の祭りや芸能がヤクザと渾然一体となって発展してきたことにも触れ、清水次郎長をテーマにした「次郎長背負い富士」をNHKが放映していることなどを指摘し、「日本にはヤクザを歓迎し、あこがれ、肯定する気持ちがあるからこそ、ヤクザが日本社会に浸透できる」と持論を述べている。さらに、名古屋の超高層ビル「ミッドランドスクエア」（名古屋市中村区）や中部国際空港（常滑市）の建設にトラブルが何もなかったことに疑問を呈した上で、企業（トヨタ自動車） とヤクザの結びつきにも言及し、「地元の大手企業（トヨタ自動車）が仕事をする上で、絶対にヤクザを必要としているはずである」と述べた。証拠については 「いくら調べても出てこない」としたが、「証拠がないのは、その事実がないということではない」と話し、自らと親交のある関係者から情報を得ていると語っている。

#### 国防問題
日本がスパイ天国なのはカウンターインテリジェンス（防諜）に対する法制度の不備を“1つの原因”とした上で、「日本人には自国を守る意識が乏しい。自分で自分を守る心のない国に秘密などあるわけがない」と力説した。またその著作の中で、日本が対スパイ対策をすることを最も妨害しているのが米国であると述べている。日本の実情としては「対外情報力」が極端に欠如し、殆どの情報については「つつ抜け」であるという事実を改めて浮き彫りにした。
安倍晋三が提唱する日本版の国家安全保障会議（NSC）についても触れ、「新しい情報機関は、金とヒトを集めればできるものではない。情報の収集・分析には十分な経験と豊富な蓄積が不可欠」と述べた。北朝鮮問題についても、「想像でしかないが、船舶の往来禁止により、隠れて流入している覚せい剤やスーパーKなどが流通しないことで、それで資金を得ていた軍や工作機関は大きな影響を受けるだろう」と話した。正規の貿易関連品目の流通が止まる事については「影響は微々たるもの」とし、裏で流通する覚せい剤などの額とは比較にならないとした。朝鮮総連については「警察からの干渉を恐れて備えをしているようだが、理由がないと法的措置は講じられないので、ただちに警察が動く可能性はゼロに近い」との意見を述べた。

### 9.11陰謀論
アメリカ同時多発テロ事件は米国政府の自作自演であるという陰謀説について、「荒唐無稽ではない」と主張している。自作自演説を唱える中丸薫との対談本（『この国を支配/管理する者たち』）も出版している。

### 歴史認識
慰安婦問題に関し、2007年（平成19年）7月13日に米大使館に手渡された「アメリカ合衆国下院121号決議全面撤回を求める」要望書に賛同者として名を連ねた。映画「南京の真実」の賛同者でもある。

### 北朝鮮関係
中丸薫との対談本（『この国のために今二人が絶対伝えたい本当のこと』）において、北朝鮮を絶賛する中丸に「同調し」、「北朝鮮を批判する日本人を非難」している。この対談本は第20回日本トンデモ本大賞の候補作品となっている。と学会元会長の山本弘は作品紹介で、
宇宙人や地底人と交信している中丸薫さんが、北朝鮮に招かれ、北朝鮮は素晴らしい国だと絶賛します。対談相手の菅沼光弘氏もそれに同調し、北朝鮮を批判する日本人を非難したりしています。こういう人が、元公安調査庁調査第二部長だったというのが、いちばんトンデモないことかも……。
と解説している。

### 旧統一協会問題
国際ジャーナリストの高橋浩祐のインタビューに対し、自民党と旧統一教会の関係について「これが問題だ」と重大視した。特に世界平和統一家庭連合（旧統一教会）が国際勝共連合との名称で政界をはじめ、日本にいろいろな形で食い込んできたと指摘した。そして、「おそらく自民党の右派の国会議員のほとんどは統一教会の息がかかっている」「（旧統一教会の）何が悪いのかと言えばカネの集め方だ」「かき集めたカネを韓国に持っていってしまう」と指摘した。国際勝共連合は、統一教会の教祖、文鮮明（ムン・ソンミョン）氏が1968年4月に日本で創設した保守系政治団体。

## 著作

### 単著
- 『守るべき日本の国益　菅沼レポート』青志社、2009年3月21日。ISBN 978-4-903853-53-6。 - 文献あり。
  - 『守るべき日本の国益　菅沼レポート』（増補版）青志社、2012年1月。ISBN 978-4-905042-38-9。 - 文献あり。
- 『この国の権力中枢を握る者は誰か』徳間書店、2011年7月。ISBN 978-4-19-863221-2。
- 『この国の不都合な真実　日本はなぜここまで劣化したのか?』徳間書店、2012年1月28日。ISBN 978-4-19-863328-8。
- 『金王朝の機密情報　日本人が知らないではすまない』徳間書店、2012年2月。ISBN 978-4-19-863382-0。
- 『この国はいつから米中の奴隷国家になったのか』徳間書店、2012年9月25日。ISBN 978-4-19-863478-0。
- 『誰も教えないこの国の歴史の真実』ベストセラーズ、2012年12月7日。ISBN 978-4-584-13463-4。
- 『日本を貶めた戦後重大事件の裏側』ベストセラーズ、2013年6月25日。ISBN 978-4-584-13505-1。
- 『この国を脅かす権力の正体』徳間書店、2013年10月28日。ISBN 978-4-19-863688-3。
- 『この国を呪縛する歴史問題』徳間書店、2014年5月20日。ISBN 978-4-19-863799-6。
- 『ヤクザと妓生が作った大韓民国　日韓戦後裏面史』但馬オサム構成、ビジネス社、2015年、新編版2019年。ISBN 978-4-8284-2079-0
- 『日本人が知らない地政学が教えるこの国の針路』ベストセラーズ、2015年9月。ISBN 978-4-584-13672-0
- 『戦争を作り報道を歪める者たちの正体　事件のシナリオを見抜かねば日本は再び戦場となる！』ヒカルランド、2016年6月。ISBN 978-4-86471-390-0
- 『北朝鮮発！「世界核戦争」の危機　世界を翻弄する金正恩の生き残り戦術』ビジネス社、2016年8月。ISBN 978-4-8284-1899-5
- 『アメリカが今も恐れる軍事大国ニッポン　緊迫する東アジア核ミサイル防衛の真実』成甲書房、2016年11月。ISBN 978-4-88086-347-4
- 『金正恩の黒幕はアメリカだった　演出された北朝鮮の脅威』ビジネス社、2017年7月。ISBN 978-4-8284-1963-3
- 『米中新冷戦時代のアジア新秩序』三交社・新書判、2019年4月。ISBN 978-4-8155-4013-5
- 『金正恩が朝鮮半島を統一する日　日本にとって恐怖のシナリオ』秀和システム、2019年6月。ISBN 978-4-7980-5671-5
- 『元公安調査庁2部長が教える「統一教会」問題本当の核心　安倍元首相はなぜ撃たれたか』秀和システム、2022年11月。ISBN 978-4-7980-6858-9
- 『元「日本版CIA」だから書けた日本核武装試論　「アジア有事」を生き抜くインテリジェンス』清談社Publico、2023年6月。ISBN 978-4-909979-46-9。遺著

### 共著
- アルベルト・フジモリと『日本はテロと戦えるか』扶桑社、2003年2月13日。ISBN 4-594-03856-5。
- 菅沼光弘 述 著「日本の防諜活動――ゾルゲ事件以後」、日露歴史研究センター事務局 編『現代の情報戦とゾルゲ事件講演記録集　ゾルゲ・尾崎処刑60周年記念講演会』日露歴史研究センター事務局、2005年4月。 - 会期・会場：2004年11月6日、杉野学園第4校舎4030教室。
- 中丸薫と『この国を支配/管理する者たち　諜報から見た闇の権力』徳間書店、2006年2月。ISBN 4-19-862134-9。
- 中丸薫と『この国のために今二人が絶対伝えたい本当のこと　闇の世界権力との最終バトル　北朝鮮編』ヒカルランド〈超☆わくわく 001〉、2010年7月21日。ISBN 978-4-905027-00-3。
- 蓮池透、和田春樹・青木理・東海林勤『拉致問題を考えなおす』青灯社、2010年9月27日。ISBN 978-4-86228-044-2。
  - 蓮池透・和田春樹・菅沼光弘・青木理・東海林勤 と「「資料」横田めぐみさんとその家族を描いた二つの作品」
  - 菅沼光弘「拉致問題と日本国家の立場」
- 『日本最後のスパイからの遺言　この国を守るために何が必要なのか』扶桑社、2010年12月25日。ISBN 978-4-594-06330-6。
- 『［超アンダーグランド版］国家非常事態緊急会議　サバタイ派マフィア、300人委員会の脅しに屈するな!　日本人よ!こうして植民支配のくびきを断て!!』ヒカルランド〈超☆はらはら 019〉、2012年6月25日。ISBN 978-4-86471-032-9。
- 『神国日本VS.ワンワールド支配者　なぜ不死鳥のごとく蘇るのか　バビロニア式独裁か日本式共生か/攻防正念場!』ヒカルランド〈超☆はらはら 031〉、2013年4月3日。ISBN 978-4-86471-105-0。
- 中丸薫と『この世界でいま本当に起きていること』徳間書店、2013年4月27日。ISBN 978-4-19-863603-6。
- 『神国日本八つ裂きの超シナリオ　見えてきたぞワンワールド支配者の仕掛け罠　絶対に騙されるな! モンサントと手を組む日本企業はこれだ』ヒカルランド〈超☆はらはら 036〉、2013年8月1日。ISBN 978-4-86471-135-7。
- ヘンリー・スコット・ストークス、中丸薫と『永遠のノックアウト　《戦勝国史観の呪縛》について英国人記者も交えて語らった』ヒカルランド、2014年8月。ISBN 978-4-86471-212-5
- 藤井厳喜と『世界経済の支配構造が崩壊する　反グローバリズムで日本復活！』ビジネス社、2015年2月。ISBN 978-4-8284-1802-5
- 北芝健・池田整治と『サバイバル・インテリジェンス』ヒカルランド、2015年6月。ISBN 978-4-86471-281-1
- 『この国根幹の重大な真実』ヒカルランド、2016年3月。第2章に講演録 日本でテロは起こるのか

飛鳥昭雄・池田整治・板垣英憲・船瀬俊介・ベンジャミン・フルフォード・中丸薫・船瀬俊介・内記正時共著
- 『サイキックドライビング〈催眠的操作〉の中のNIPPON』ヒカルランド、2016年7月。第3章に講演録「パナマ文書」はアメリカが仕掛けた経済戦争である
- 『いま〈世界と日本の奥底〉で起こっている本当のこと』ヒカルランド、2017年7月。第6章に講演録 金正男を暗殺したのはアメリカか、中国か、北か南か
- 『世界のどこにもない特殊なこの国と天皇家の超機密ファイル』ヒカルランド、2017年11月。第2章に講演録
- 中丸薫と『北朝鮮の真実の姿　闇の世界権力が絶対に潰したい国』ヒカルランド、2018年7月
- 『トランプvs金正恩その暗闘・裏側の超真相』ヒカルランド、2018年10月。講演録